# John Russell
John Russell, 1. hrabě Russell (18. srpen 1792 – 28. květen 1878) byl britský státník, člen strany Whigů, později Liberální a vykonával funkci premiéra.

## Mládí
Russell se narodil v aristokratickém prostředí. Russellův rod byl již od poloviny 17. století jedním ze základních pilířů Whigů a patřil k nejbohatší vrstvě velkostatkářů. Jako mladší syn Johna Russella, 6. vévody z Bedfordu, ale John Russell nebyl dědicem rodinného majetku.
Studoval na Westminsterské škole a Edinburské univerzitě, kterou navštěvoval tři roky, ale studium na ní nedokončil. Je jedním z pěti britských předsedů vlád s vysokoškolským vzděláním, kteří nestudovali na některé ze škol v Oxfordu nebo Cambridge.

## Politická kariéra
Poslancem parlamentu se stal roku 1813. Ve 20. letech byl členem reformního křídla Whigů. Když se premiérem stal Charles Grey přijal funkci pokladníka armády a brzy se stal řádným členem vlády. Byl jedním z hlavních zastánců reformy volebních obvodů. Poté, co roku 1834 byl předseda Dolní sněmovny John Spencer povýšen do šlechtického stavu a stal se členem Sněmovny lordů, nahradil ho John Russel. I v této pozici byl vůdčí postavou reformního křídla Whigů a prosazoval náboženskou svobodu a poté co se stal ministrem vnitra, provedl reformy správy měst (mimo Londýn), které vedly k její demokratizaci.
Roku 1845 se jako vůdce opozice stal nepopulárním, když přesvědčil konzervativního premiéra Roberta Peela, aby podpořil odvolání cla na obilí. Když toto téma způsobilo rozštěpení konzervativců, vrátila se moc do rukou Whigů a Russell se stal premiérem. Jeho první funkční období bylo spíše neúspěšné a bylo poznamenáno rozštěpením strany a tak nebyl schopen prosadit své priority.
V době kdy byl premiérem postihl Irsko hladomor. Jeho vláda byla zasažena konfliktem se svéhlavým ministrem zahraničí Templem, který silně podporoval revoluční hnutí na kontinentu. Když bez vědomí královny uznal převrat Napoleona III, byl nucen odstoupit a brzy poté padla i vláda.
Po krátkém období, kdy u moci byla konzervativní vláda pod vedením Smith-Stanleye, vznikla koaliční vláda Whigů a Peelových spojenců, jejímž předsedou se stal George Hamilton-Gordon. Russell se stal předsedou dolní komory parlamentu a spolu s Templem zavedli Británii, navzdory Gordonovu odporu, do krymské války. Neúspěchy na počátku angažovanosti v tomto konfliktu vedly k rezignaci vlády a Temple sestavil novou. Russell dostal nabídku zapojit se do ní, ale odmítl ji a přechodně se z politiky stáhl.
Roku 1859 po krátkém působení konzervativní vlády se s Templem usmířili a Russell se stal ministrem zahraničí v jeho vládě. Toto období bylo poznamenáno bouřlivými událostmi za hranicemi Británie – sjednocením Itálie, Americkou občanskou válkou a válkou o Šlesvicko-Holštýnsko mezi Dánskem a německými státy. Jeho vliv na britskou politiku byl nicméně zastíněn Templeho vlivem. Roku 1861 byl povýšen do šlechtického stavu a stal se hrabětem Russellem.
Když roku 1865 Temple náhle zemřel, stal se znovu premiérem. Jeho druhé období ve funkci premiéra bylo krátké a neúspěšné. Roku 1866 vedlo rozštěpení strany k rezignaci vlády a Russell trvale odešel na odpočinek.